# 10552 Stockholm
10552 Stockholm è un asteroide della fascia principale. Scoperto nel 1993, presenta un'orbita caratterizzata da un semiasse maggiore pari a 3,1189038 UA e da un'eccentricità di 0,2013169, inclinata di 2,24308° rispetto all'eclittica.
L'asteroide è dedicato alla città di Stoccolma, capitale della Svezia.